# Catherine-Dominique de Pérignon
Catherine-Dominique de Pérignon, marchiz de Grenade (31 mai 1754 - 25 decembrie 1818) a fost un nobil francez, general, pair și Mareșal al Franței (din 1804). Spre sfârșitul vieții sale a fost implicat în enorma controversă cauzată de procesul Mareșalului Ney, votând în favoarea aplicării pedepsei capitale.